# 圣母无玷始胎圣殿 (纳基托什)
圣母无玷始胎圣殿（Basilica of the Immaculate Conception）是一座次级宗座圣殿，位于美国路易斯安那州纳基托什，隶属于天主教亚历山德里亚教区。目前的教堂是堂区教堂的第七座建筑，一度曾是天主教纳基托什教区的主教座堂。1974年列为國家史蹟名錄纳基托什历史区的一部分。